# Fredrik Bernhard Lustig
Fredrik Bernhard Lustig, född 8 januari 1834 i Stockholm, död 29 november 1910 i Linköping, han var en svensk folkmusiker.

## Biografi
Lustig flyttade 1838 till Vårdsbergs socken och blev fosterson hos livgrenadjären Carl Magnus Lustig och Johanna Johansdotter på Soldattorpet 106. Lustig flyttade 1852 till Linköping och arbetade där som dräng hos domprosten Lars Laurenius.
Lustig flyttade 1853 till torpet Skogen i Vårdsbergs socken. Han började då att arbeta som snickare. 1855 gifter han sig med Johanna Englund. Familjen flyttade 1859 till Enlund i Rystads socken. 1886 flyttade familjen till Linköping. 1898 flyttade familjen till Ekängen i Sankt Lars socken. Han flyttade tillbaka till Linköping 1904. Lust avled 29 november 1910 i Linköping.

## Kompositioner
- Vals i A-dur. Upptecknad av spelmannen Frans Emil Reinholdson, Linköping.[4][21]
- Vals i D-dur. Upptecknad av spelmannen Frans Emil Reinholdson, Linköping.[4][21]